# Archidiecezja Medan
Archidiecezja Medan (łac. Archidioecesis Medanensis, indonez. Keuskupan Agung Medan) – rzymskokatolicka archidiecezja ze stolicą w Medanie w prowincji Sumatra Północna, w Indonezji. Arcybiskupi Medanu są również metropolitami metropolii o tej samej nazwie.
W 2004 w archidiecezji służyło 372 braci i 732 sióstr zakonnych.

## Sufraganie
Sufraganiami arcybiskupa Medanu są biskupi diecezji:
- Padang
- Sibolga.

## Historia
30 czerwca 1911 papież św. Pius X erygował prefekturę apostolską Sumatry. Dotychczas wierni z tych terenów należeli do wikariatu apostolskiego Batavii (obecnie archidiecezja dżakarcka).
27 grudnia 1923 odłączono prefekturę apostolską Benkoelen (obecnie archidiecezja Palembang) i prefekturę apostolską Bangka i Biliton (obecnie diecezja Pangkal-Pinang). Prefektura apostolska Sumatry zmieniła w tym dniu nazwę na prefektura apostolska Padang.
18 lipca 1932 prefekturę apostolską Padang podniesiono do rangi wikariatu apostolskiego.
23 grudnia 1941, po przeniesieniu siedziby wikariusza apostolskiego, wikariat apostolski Padang zmienił nazwę na wikariat apostolski Medan.
17 listopada 1959 wydzielono prefekturę apostolską Sibolga (obecnie diecezja Sibolga).
3 stycznia 1961 papież Jan XXIII podniósł wikariat apostolski Medan do rangi archidiecezji metropolitarnej.
W październiku 1989 archidiecezję odwiedził papież Jan Paweł II.

## Ordynariusze

### Prefekci apostolscy
- Giacomo Cluts OFMCap (1911 – 1916)
- Liberato da Exel OFMCap (1916 – 1921)
- Mattia Leonardo Trudone Brans OFMCap (1921 – 1932)

### Wikariusze apostolscy
- Mattia Leonardo Trudone Brans OFMCap (1932 – 1954)
- Antoine Henri van den Hurk OFMCap (1955 – 1961)

### Arcybiskupi
- Antoine Henri van den Hurk OFMCap (1961 – 1976)
- Alfred Gonti Pius Datubara OFMCap (1976 – 2009)
- Anicetus Bongsu Antonius Sinaga OFMCap (2009 – 2018)
- Kornelius Sipayung OFMCap (od 2018)